# Osmaniye
Osmaniye es una ciudad situada en la región del Mediterráneo de Turquía, y la capital de la provincia de Osmaniye. Cuenta con una población de 180.477 habitantes (2007).